# 毛利正周
毛利 正周（もうり まさちか、? - 享保6年3月28日（1721年4月24日））は、江戸時代中期の薩摩藩士。池坊流華道家。通称は、吉井氏時代は利兵衛。毛利氏相続後は権兵衛、作右衛門。諱は、吉井氏時代は泰行、毛利氏相続後に正周。後に隠居して為春と号す。

## 人物
薩摩藩士の毛利与三右衛門から4代目の子孫毛利五右衛門の養子。実は吉井新右衛門護賢の弟。華道家の池坊専養の門人となり、立花生花の法を伝授し伝書2巻。のち九州花頭となる。『大石兵六夢物語』の作者である毛利正直の曾祖父。
菩提寺は松原山南林寺。法号は華荘院殿即心為春居士。
四男一女をもうけ、次男と四男は分家する。次男で毛利正直の祖父でもある毛利正治は医者になり、四男毛利正恒も父より華道を相伝する。

## 年譜
- 元禄2年（1689年）3月26日；琉球王国に村尾源左衛門重栄が派遣されるが、重栄に従って琉球へ渡海。
- 元禄8年（1695年）；上京し、池坊28世の専養の門人になる。
- 元禄14年（1701年）3月；九州花頭の免状をもらう。
- 正徳元年（1711年）12月28日；隠居。為春と号す。

## 系譜
子は四男一女
- 父：吉井氏
- 母：不詳
- 養父：毛利五右衛門
- 妻：不詳
  - 次男：毛利正治
  - 四男：毛利正恒